# Chrupavka

Hyalinní chrupavka; hematoxylin–eozinové barvení

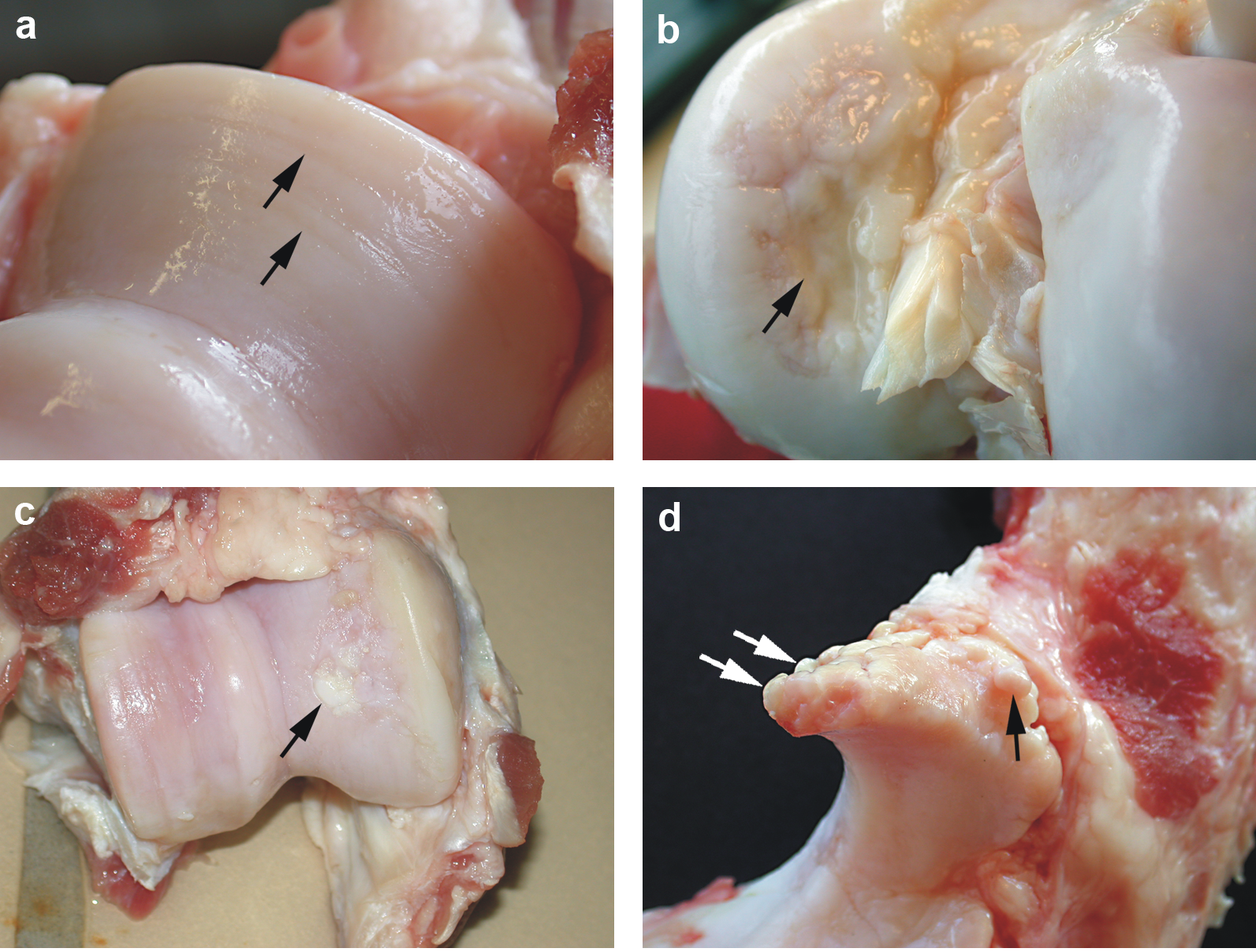
Nejrůznější chrupavkové tkáně prasete a její poškození

Chrupavka (chondros-řec. cartilago-lat.) je pojivová tkáň, která slouží k pružnému spojení kostních tkání. Je součástí pohybového ústrojí, pokrývá například hlavice kostí v kloubech. Je velmi tuhá, ale i poměrně pružná a schopná vyrovnávat otřesy.

## Evoluce
Jednoduchá bezbuněčná chrupavka se do jisté míry vyskytuje již u polostrunatců a primitivních strunatců. Jisté monografie dokonce přisuzují chrupavku i některým bezobratlým prvoústým. Většina prací však nahlíží na chrupavku jako na evoluční novinku obratlovců.

## Stavba
Chrupavka obsahuje větší množství mezibuněčné hmoty (vlákna i amorfní složka), mimo to obsahuje buňky — chondrocyty. Je buď zcela avaskulární (bez cév), nebo jí sice cévy procházejí, ale nevyživují ji. Nemá též vlastní inervaci. Povrch chrupavek kryje perichondrium (vazivová vrstva) nebo tzv. synoviální membrána na povrchu kloubních chrupavek.
Na stavbě mezibuněčné hmoty se podílí zejména kolagen, kyselina hyaluronová, proteoglykany, ale i glykoproteiny a v elastické chrupavce také elastin.

## Druhy chrupavky
Mezi základní typy chrupavek patří:
- hyalinní chrupavka (sklovitá, kloubní) — nejběžnější,[1] tvrdá, hladká, průhledná, kryje povrchy kostí a kloubů;
- elastická chrupavka — ušní boltec, příklopka hrtanová
- vazivová chrupavka — velmi odolná mechanicky v meziobratlových ploténkách, symfýza;

Dále se někdy uvádí:
- embryonální chrupavka;
- růstová chrupavka na rozhraní metafýz a epifýz dlouhých kostí, která je však speciálním typem chrupavky hyalinní.

## Vývin
Kostra dítěte je z velké části tvořena chrupavkou, ve které se věkem začínají tvořit tzv. osifikační jádra (proces, který se v některých kostech odehrává už prenatálně), která se rozrůstají chrupavkou. V těchto jádrech jsou specializované buňky zvané osteoblasty, které ukládají do hmoty budoucích kostí minerální látky, ze kterých je nejvíce zastoupen fosforečnan vápenatý. Proto se dětem doporučuje zvýšený přísun vápníku. Definitivní osifikace (zkostnatění) těchto „pre-osteálních“ chrupavek nastává v 18–23 letech biologického věku člověka.

## Péče o chrupavku
Hlavním požadavkem na chrupavku je její elasticita a kloubní kluznost. Elastická a kluzná chrupavka zůstává, pokud je tlak na ni rychlý a dočasný. Naopak, při dlouhém, statickém tlaku se chrupavka chová jako tvrdá guma, která se poddává tvrdým strukturám a v místech trvalého zatížení se ztenčuje. Tento jev revmatologie popisuje jako artrotické změny v kloubu a pokud je dlouhodobý, může u jedince dojít až k bolestem kloubů a omezené hybnosti.
Předpokladem zdravé chrupavky je tak zdravý kloub, kloubní pouzdro produkující synoviální maz, jenž chrupavku za pohybu lubrikuje, vyvarování se přetížení chrupavek dlouhými, strnulými pozicemi, fyziologická váha těla, pohybový režim v plných rozsazích, chůze, plavání, cvičení, masáže, myoskeletální terapie apod.

## Potravinové doplňky
Součástí doplňků stravy určených na obnovu chrupavek bývají (v poměru 5 : 3 : 2):[zdroj?]
- glukosamin sulfát sodný – součást chrupavek, s věkem se snižuje schopnost organismu syntetizovat glukosamin (nové studie toto ovšem vyvrací);
- chondroitin sulfát – hlavní složka mezibuněčné hmoty v chrupavce (navázán v proteoglykanech), váže vodu a tím slouží jako tlumič nárazů;
- methylsulfonylmethan (MSM) – údajně důležitý při syntéze kolagenu a pro výživu chrupavky.

Dosud však nevyšla jediná studie, která by přesvědčivě dokazovala účinnost těchto doplňků.